# Blosville
Blosville (prononcé [bloːvil]) est une commune française, située dans le département de la Manche en région Normandie, peuplée de 322 habitants.

## Géographie
La commune est desservie par les transports en commun départementaux, notamment la ligne 001 Cherbourg-Octeville-Valognes-Carentan-Saint-Lô des bus Manéo.[Passage à actualiser]
|                     | Sébeville                                      | Boutteville, Sainte-Marie-du-Mont                     |
| Carquebut           | Blosville                                      | Hiesville                                             |
| Liesville-sur-Douve | Carentan-les-Marais (comm. dél. de Houesville) | Carentan-les-Marais (comm. dél. d'Angoville-au-Plain) |

### Hydrographie
La commune est située dans le bassin Seine-Normandie. Elle est drainée par le canal 01 de la commune de Blosville et le canal 01 de la commune de Houesville,,.

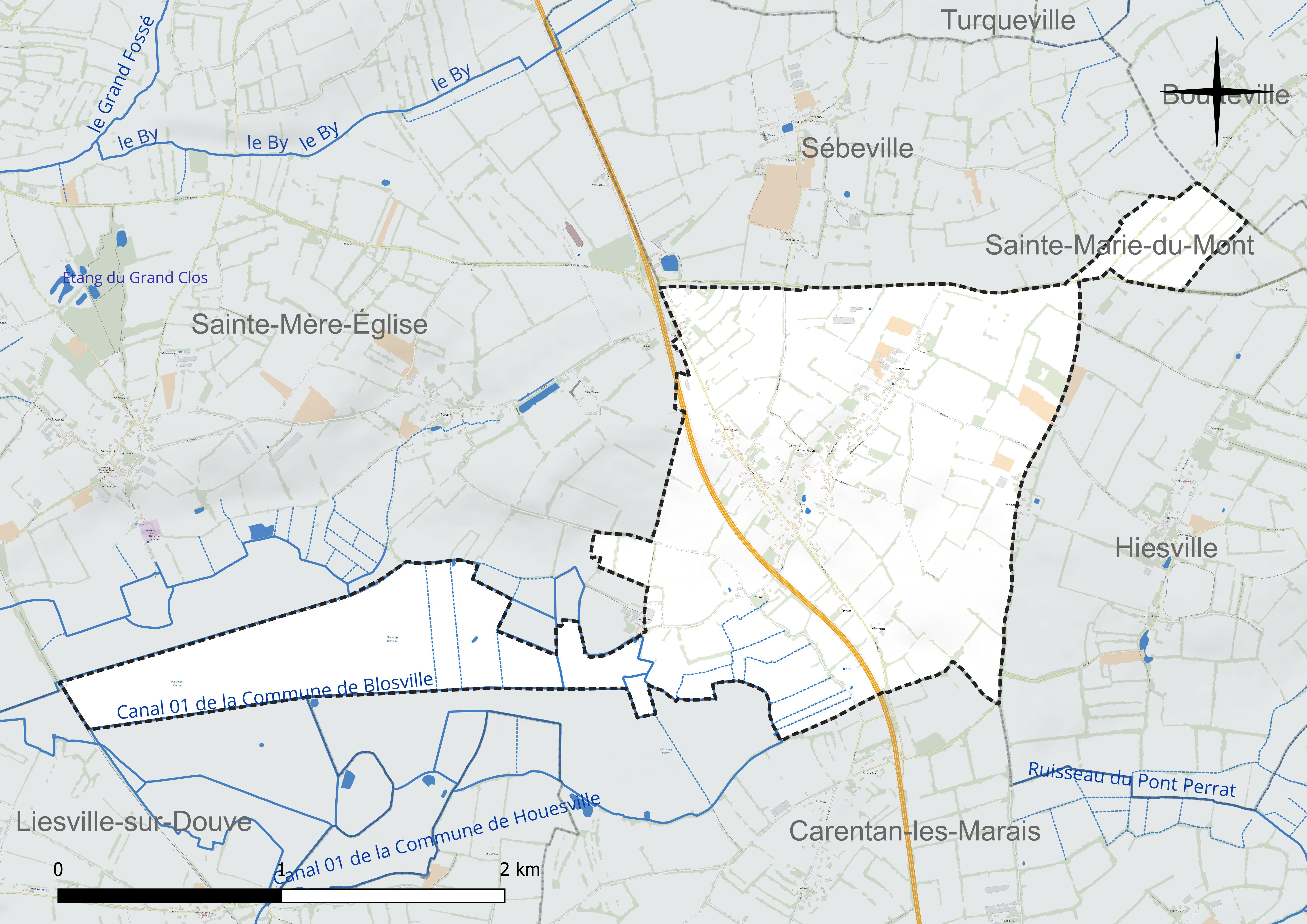
Réseau hydrographique de Blosville.

### Climat
Pour des articles plus généraux, voir Climat de la Normandie et Climat de la Manche.
En 2010, le climat de la commune est de type climat océanique franc, selon une étude du CNRS s'appuyant sur une série de données couvrant la période 1971-2000. En 2020, Météo-France publie une typologie des climats de la France métropolitaine dans laquelle la commune est exposée à un climat océanique et est dans la région climatique  Normandie (Cotentin, Orne), caractérisée par une pluviométrie relativement élevée (850 mm/a) et un été frais (15,5 °C) et venté. Parallèlement le GIEC normand, un groupe régional d'experts sur le climat, différencie quant à lui, dans une étude de 2020, trois grands types de climats pour la région Normandie, nuancés à une échelle plus fine par les facteurs géographiques locaux. La commune est, selon ce zonage, exposée à un « climat maritime », correspondant au Cotentin et à l'ouest du département de la Manche, frais, humide et pluvieux, où les contrastes pluviométrique et thermique sont parfois très prononcés en quelques kilomètres quand le relief est marqué.
Pour la période 1971-2000, la température annuelle moyenne est de 11,3 °C, avec une amplitude thermique annuelle de 10,7 °C. Le cumul annuel moyen de précipitations est de 812 mm, avec 13,7 jours de précipitations en janvier et 6,9 jours en juillet. Pour la période 1991-2020, la température moyenne annuelle observée sur la station météorologique la plus proche, située sur la commune de Sainte-Marie-du-Mont à 5 km à vol d'oiseau, est de 11,6 °C et le cumul annuel moyen de précipitations est de 890,0 mm,. Pour l'avenir, les paramètres climatiques de la commune estimés pour 2050 selon différents scénarios d'émission de gaz à effet de serre sont consultables sur un site dédié publié par Météo-France en novembre 2022.

## Urbanisme

### Typologie
Au 1er janvier 2024, Blosville est catégorisée commune rurale à habitat dispersé, selon la nouvelle grille communale de densité à sept niveaux définie par l'Insee en 2022.
Elle est située hors unité urbaine. Par ailleurs la commune fait partie de l'aire d'attraction de Carentan-les-Marais, dont elle est une commune de la couronne,. Cette aire, qui regroupe 13 communes, est catégorisée dans les aires de moins de 50 000 habitants,.

### Occupation des sols
L'occupation des sols de la commune, telle qu'elle ressort de la base de données européenne d'occupation biophysique des sols Corine Land Cover (CLC), est marquée par l'importance des territoires agricoles (89,7 % en 2018), une proportion identique à celle de 1990 (89,7 %).
La répartition détaillée en 2018 est la suivante : prairies (64,4 %), zones agricoles hétérogènes (20,4 %), zones urbanisées (10,3 %), terres arables (5 %).
L'évolution de l'occupation des sols de la commune et de ses infrastructures peut être observée sur les différentes représentations cartographiques du territoire : la carte de Cassini (XVIIIe siècle), la carte d'état-major (1820-1866) et les cartes ou photos aériennes de l'IGN pour la période actuelle (1950 à aujourd'hui).

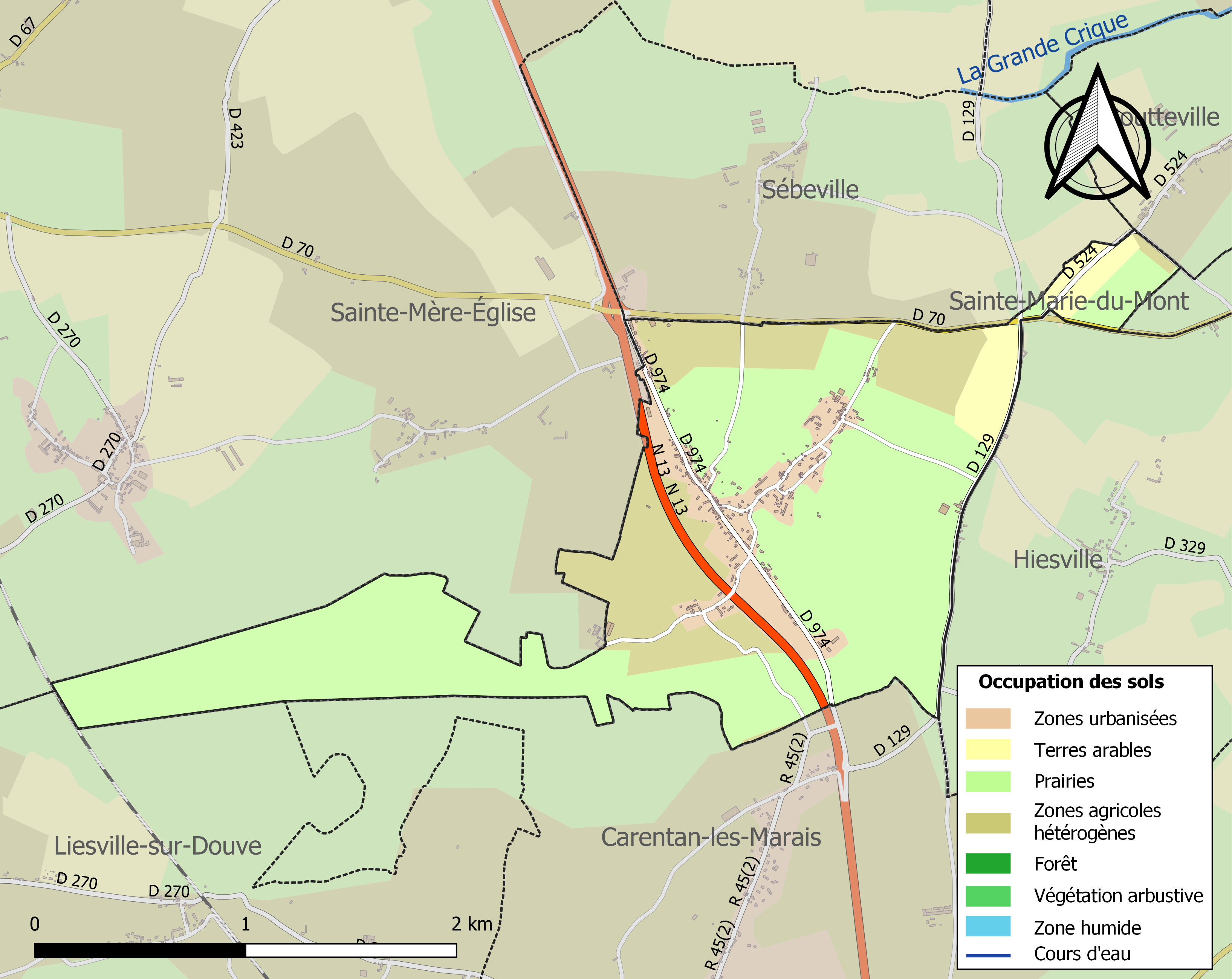
Carte des infrastructures et de l'occupation des sols de la commune en 2018 (CLC).

## Toponymie
Le nom de la localité est attesté sous la forme Blovilla en 1157, Blosvilla sans date.
Jean Adigard des Gautries et Fernand Lechanteur ont rapproché Blosville de Blosseville-Bonsecours (aujourd'hui Bonsecours) en Seine-Maritime, dont les formes anciennes sont identiques (Blovilla vers 1050). Ces deux noms sont eux-mêmes assimilés à Bloville (nom d'une ferme dans l'actuelle commune de Boisjean dans le Pas-de-Calais), dont les premières formes sont Bladulfivilla en 853, puis Blovilla vers 1165.
Ces attestations permettent aux chercheurs de faire l'hypothèse d'une origine issue du nom d'une personnalité germanique continentale (francique) : « Bladulfus » (comprendre °Bladulf ou °Bladwulf). Cette possibilité est intégralement reprise par Marie-Thérèse Morlet, François de Beaurepaire et René Lepelley, qui la présentent implicitement comme attestée. Selon ces auteurs, le sens global de ce toponyme serait alors « le domaine rural de Bladwulf ».
Ernest Nègre, en l'absence d'autres attestations anciennes que Blovilla pour Blosville, rattache ce dernier au nom germanique Bolso, qui a l'avantage d'être attesté, mais pour lequel il faut supposer une métathèse Bolso/Bloso. Le sens du toponyme serait dans ce cas « le domaine rural de Bolso ».
Ces deux hypothèses sont plausibles, mais les formes anciennes qui pourraient les confirmer ou les infirmer font cependant défaut.

## Histoire

### Moyen Âge
Dans la première moitié du XIIe siècle, la paroisse relevait de l'honneur de La Haye, et au début du XIIIe siècle, comme relaté dans les Scripta de feodis, elle avait basculé dans l'honneur de Bricquebec.
La seigneurie avait le titre de baronnie.

### Temps modernes
Marie d'Orléans-Longueville cède, pour 350 000 francs, les terres de Bricquebec, d'Orglandes et de Blosville, à son cousin le maréchal de Matignon.

### Époque contemporaine
La célèbre affaire criminelle Jeanne Bonneau et Émile-Georges Larquemin se déroule en majeure partie à Blosville, au presbytère. Défrayant la chronique normande, elle est jugée à Coutances par la cour d'assises de la Manche, les 6 et 7 décembre 1907.

#### Seconde Guerre mondiale
Lors de la bataille de Normandie, le village est libéré dès le 6 juin 1944 par les hommes du 8e régiment de la 4e division d'infanterie américaine, débarqués à Utah Beach. Blosville, se situant sur la RN 13, est ainsi dans la zone de largage des parachutistes de la 101e division aéroportée, qui doivent sécuriser les quelques sorties de plage d'Utah Beach. Malgré la résistance allemande à Fauville, le 8e régiment fait la jonction avec les parachutistes au hameau de Pouppeville, avant de continuer ensemble vers Sainte-Marie-du-Mont et Hiesville.

## Politique et administration
| Période                                  | Période   | Identité        | Étiquette | Qualité                   |
| ---------------------------------------- | --------- | --------------- | --------- | ------------------------- |
| 1986                                     | mars 2008 | Yves Duval      |           |                           |
| Mars 2008                                | En cours  | Adolphe Mouchel | SE        | Cadre commercial retraité |
| Les données manquantes sont à compléter. |           |                 |           |                           |

## Démographie
L'évolution du nombre d'habitants est connue à travers les recensements de la population effectués dans la commune depuis 1793. Pour les communes de moins de 10 000 habitants, une enquête de recensement portant sur toute la population est réalisée tous les cinq ans, les populations de référence des années intermédiaires étant quant à elles estimées par interpolation ou extrapolation. Pour la commune, le premier recensement exhaustif entrant dans le cadre du nouveau dispositif a été réalisé en 2008.
En 2022, la commune comptait 322 habitants, en évolution de +4,21 % par rapport à 2016 (Manche : −0,31 %, France hors Mayotte : +2,11 %).
| 1793 | 1800 | 1806 | 1821 | 1831 | 1836 | 1841 | 1846 | 1851 |
| ---- | ---- | ---- | ---- | ---- | ---- | ---- | ---- | ---- |
| 320  | 326  | 396  | 406  | 401  | 402  | 437  | 427  | 437  |

| 1856 | 1861 | 1866 | 1872 | 1876 | 1881 | 1886 | 1891 | 1896 |
| ---- | ---- | ---- | ---- | ---- | ---- | ---- | ---- | ---- |
| 414  | 398  | 380  | 368  | 427  | 407  | 406  | 372  | 343  |

| 1901 | 1906 | 1911 | 1921 | 1926 | 1931 | 1936 | 1946 | 1954 |
| ---- | ---- | ---- | ---- | ---- | ---- | ---- | ---- | ---- |
| 327  | 349  | 335  | 284  | 287  | 274  | 295  | 288  | 307  |

| 1962 | 1968 | 1975 | 1982 | 1990 | 1999 | 2006 | 2008 | 2013 |
| ---- | ---- | ---- | ---- | ---- | ---- | ---- | ---- | ---- |
| 319  | 296  | 241  | 210  | 223  | 206  | 253  | 266  | 299  |

| 2018 | 2022 | - | - | - | - | - | - | - |
| ---- | ---- | - | - | - | - | - | - | - |
| 317  | 322  | - | - | - | - | - | - | - |

## Économie
La commune se situe dans la zone géographique des appellations d'origine protégée (AOP) Beurre d'Isigny et Crème d'Isigny.

## Culture locale et patrimoine

### Lieux et monuments
- Église Notre-Dame-de l'Assomption des XIIIe – XVIIe siècles, édifice roman. La nef date du XIIIe, la couverture est une charpente lambrissée datant du XVIIe[36]. L'église abrite plusieurs œuvres classées au titre objet aux monuments historiques : aigle-lutrin du XVIIIe, maître-autel, retable et autels latéraux du XVIIIe, statues de saint Jean-Baptiste du XVIe, saint Thomas et sainte Barbe du XVIIIe, poutre de gloire du XIXe, stalles du XVIIIe[37],[38].
- Ifs funéraires du cimetière.
- Ferme de l'Epinette[37] (1838)[39].
- Maison-fermes des XVIIe, XVIIIe et XIXe siècles[40], au bourg, aux Vieilles Cours, et aux Vaux et à La Couture[37].
- Tour d'un moulin à vent.
- Croix de cimetière (1635)[41].

### Personnalités liées à la commune
- Charles Delagarde-Larosière[37] (Blosville, 1875 - Blosville, 1954), homme politique et avocat.